# Братислав Ристич
Братислав Ристич (серб. Bratislav Ristić, нар. 21 січня 1980, Ниш) — колишній сербський футболіст, півзахисник.
Насамперед відомий виступами за клуби «Брюгге» та «Металург» (Донецьк), а також юнацьку збірну Югославії.

## Клубна кар'єра
Народився 21 січня 1980 року в місті Ниш. Вихованець футбольної школи клубу «Раднички» (Ниш).
У дорослому футболі дебютував 1998 року виступами за команду клубу «Брюгге», в якій провів п'ять сезонів, взявши участь у 16 матчах чемпіонату.
У 2003 році перейшов в донецький «Металург», з 2006 по 2007 рік перебував на правах оренди в іспанській «Малазі», але за цей час зіграв у 5 матчах національногу кубку і лише в одній грі Сегунди.
У 2008 році перейшов у російську «Кубань», у складі якої провів у тому сезоні 15 матчів і разом з командою завоював право виступати в Вищому дивізіоні. Однак, як гравець основного складу керівництвом клубу не розглядалося, тому в лютому 2009 року відправився на перегляд у одеський «Чорноморець», але у підсумку опинився в Болгарії у софійській «Славії», у складі якої тренувався з кінця лютого, а вперше зіграв за клуб в офіційному матчі 9 березня в 16-му турі національного чемпіонату — першому після зимової перерви, в цій грі «Славія» здобула перемогу з рахунком 1:0 на виїзді у Ловечі над місцевим «Літексом».
Потім з 2009 по 2010 рік виступав у сербському «Раді», за який провів 24 матчі.
У вересні 2010 року переїхав у США, де продовжив кар'єру в місцевому клубі «Чикаго Файр». 25 липня 2011 року «Чикаго Файр» розірвав контракт з Ристичем.
У середині серпня 2012 року Ристич підписав контракт з боснійським клубом «Олімпік» з Сараєво.
Завершив професійну ігрову кар'єру у чорногорському клубі «Челік» (Никшич), за який виступав протягом 2013 року.

## Виступи за збірну
У 1998 році зіграв 10 матчів у складі юнацької збірної Югославії. Крім того, зіграв 15 матчів і забив 1 м'яч в складі молодіжної збірної Югославії.

## Досягнення
- Володар кубка Бельгії (1):

«Брюгге»: 2001-02
- Чемпіон Бельгії (1):

«Брюгге»: 2002-03
- Володар Суперкубка Бельгії (1):

«Брюгге»: 2002